# Юрій Йосифович
Юрій Йосифович (нар. 12 червня 1985, Павлоград, Дніпропетровська обл., Україна) — український співак. Відроджує маловідомі автентичні пісні з різних регіонів України. Поєднує у своїй творчості народну пісню, особливий автентичний голос та мінімалістичну електроніку.

## Життєпис
Закінчив хорову школу «Дударик» у Львові (2002) та юридичний факультет Київського міжнародного університету (2007).
З 2006 року займається традиційним співом.
Учень співочої школи Наталії Половинки і режисера Сергія Ковалевича.
Брав участь у проєктах на перетині музики і театру, зокрема, «Станція Голос» (Центр Леся Курбаса, Київ), мистецьке об'єднання «Майстерня пісні» (Львів), театральний центр «Слово і голос» (Львів), «Псальма. Подорож», міжнародний художній ресурс «Пісня пісень», In Medias Res international ensemble.
Проводить майстер-класи на основі народного і духовного співу.
З 2014 веде сайт та сторінку ансамблю «Древо» з Крячківки.
З 2018 по 2020 вів у Львові групу з вивчення пісень Крячківки, де разом із молоддю відкриває принципи традиційного співу, організовує майстер-класи та концерти.
2018 закінчив Vedel School по Ableton і music production.
З 2018 року шукає нових форм для існування традиційної музики. Результатом цього пошуку став перший сольний проєкт «Нова псальма. Майдан» у співпраці з Денисом Страшним («ДОКУТОЛОКА»).
З 2019 по 2021 — співак у гурті KURBASY.
З 2019 триває другий сольний проєкт-експеримент Юрія Йосифовича «СЕРЦЕ. НОВА АВТЕНТИКА». Його основою є маловідомі автентичні пісні з різних регіонів України. Юрій шукає і намагається передати їхню суть сучасному слухачеві. Проєкт «СЕРЦЕ. НОВА АВТЕНТИКА» привідкриває багатство автентичної пісенної культури України для ширшого кола людей через поєднання народної пісні, особливого голосу та мінімалістичної електроніки.
Влітку 2020 вийшов перший альбом «СЕРЦЕ. НОВА АВТЕНТИКА» та в жовтні 2021 — другий.
2021 перша режисерська робота — фільм «ДРЕВО | любов», в основі якого святкування 60-ліття знаменитого ансамблю «Древо» в с. Крячківка.
Український культурний фоннд 2021 року підтримав проєкт Юрія Йосифовича «НОВА АВТЕНТИКА. Пісні сили для важкого часу», який передбачав навчання, створення 5-ти пісень і відео до них і концерт у Львові.
3 жовтня 2021 у Національній філармонії України за підтримки Країни мрій відбувся перший акустичний концерт «НОВОЇ АВТЕНТИКИ» у складі рояль, контрабас, перкусія, голос.

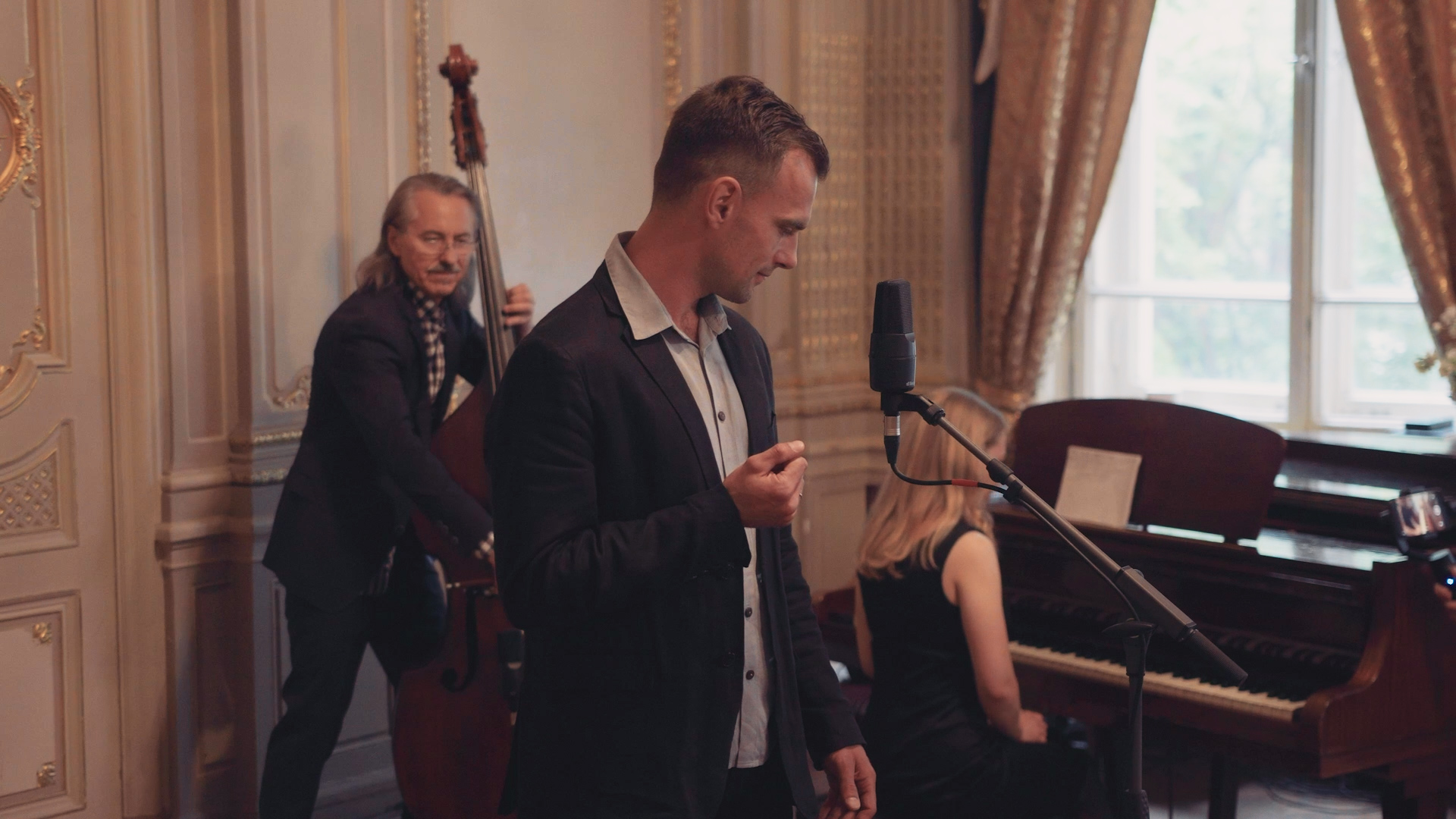
Юрій Йосифович. Перший виступ-презентація акустичної НОВОЇ АВТЕНТИКИ на вечорі українського романсу (13.06.2021, Київ)

Музичний режисер у виставах «Крутень. Уривки з книги Йова», «Убогий Жайворонок», «Легенда про вічне життя».
Реліз відео на пісню «Вражою злою кров'ю» («Заповіт» Т. Шевченка) про повномасштабну війну з Росією відбувся 23.08.2022 на сторінках Генштабу ЗСУ.
2022 року почав писати власну музику до пісень («Бий», «Вероніка», «За горами гори»).

## Дискографія

### Альбоми
- «Нова псальма» (2019)[19].
- «Серце. Нова автентика» (2020)[20].
- «Серце. Нова автентика II» (2021)[21]
- «Нова автентика. Acoustic Live at the Kyiv Philarmonic» (2021)[22].

### Сингли
- «Бий» (2022)[16]
- «Вероніка» (2023)[17]
- «За горами гори» (2023)[18]

## Особисте життя
Одружений, має трьох дітей.